# Biliczyn
Biliczyn (ukr. Біличин) – wieś na Ukrainie w rejonie barskim należącym do obwodu winnickiego.

## Pałac
- pałac wybudowany w pierwszej połowie XIX w. w stylu klasycystycznym przez marszałka Józefa Mikołaja Krassowskiego przetrwał dwie wojny światowe[1].